# Владимиров Роман Володимирович
Роман Володимирович Владимиров (нар. 1906, місто Санкт-Петербург, тепер Російська Федерація — 1968, місто Ленінград, тепер місто Санкт-Петербург, Російська Федерація) — радянський комсомольський діяч, секретар ЦК ВЛКСМ та 1-й секретар Ленінградського обласного комітету ВЛКСМ, 1-й секретар Петрозаводського міського комітету ВКП(б), член ЦВК СРСР. Член Бюро ЦК ВЛКСМ з 7 грудня 1929 по 16 січня 1931 року. Член Центральної контрольної комісії ВКП(б) у 1930—1934 роках. 

## Біографія
Народився в родині робітника. У 1919 році вступив до комсомолу.
З 1919 року працював кур'єром Василеостровської районної комуни міста Петрограда.
У 1924 році закінчив школу фабрично-заводського учнівства при заводі імені Козицького в Ленінграді, здобув спеціальність слюсаря-інструментальника.
Член РКП(б) з 1924 року.
Був головою Василеостровської районної ради фізичної культури Ленінграда, головою дитячої комуністичної організації при Василеостровському районному комітеті ВЛКСМ.
До 1927 року — секретар комітету ВЛКСМ тютюнової фабрики імені Урицького в Ленінграді.
З 1927 по грудень 1929 року — завідувач організаційного відділу Ленінградського окружного комітету ВЛКСМ; відповідальний секретар Виборзького районного комітету ВЛКСМ міста Ленінграда; завідувач організаційного відділу Ленінградського обласного комітету ВЛКСМ; 2-й секретар Ленінградського обласного комітету ВЛКСМ.
У грудні 1929 — січні 1931 року — 1-й секретар Ленінградського обласного комітету ВЛКСМ.
Одночасно, 7 грудня 1929 — 16 січня 1931 року — секретар ЦК ВЛКСМ.
У січні — грудні 1931 року — секретар комітету ВКП(б) Пролетарського заводу Ленінграда.
З грудня 1931 року — завідувач організаційного відділу Московського районного комітету ВКП(б) Ленінграда, заступник секретаря Московського районного комітету ВКП(б) міста Ленінграда.
У березні 1935 — вересні 1936 року — 1-й секретар Петрозаводського міського комітету ВКП(б) Карельської АРСР.
У серпні — вересні 1937 року — завідувач сектора культурно-просвітницької роботи та дитячих будинків Омського обласного відділу народної освіти.
У вересні 1937 року заарештований органами НКВС, виключений із партії. З 1937 по 1943 рік перебував у в'язниці. У жовтні 1943 року засуджений до заслання в Комі АРСР, де перебував на господарській роботі.
У червні 1956 року реабілітований та поновлений в КПРС.
Потім — пенсіонер у Ленінграді, де й помер у 1968 році.